# The Elder Scrolls
The Elder Scrolls là một dòng trò chơi điện tử hành động nhập vai chủ yếu được Bethesda Game Studios phát triển và Bethesda Softworks phát hành. Đặc trưng của sê-ri là việc xây dựng lối chơi tự do trong bối cảnh một thể giới mở rộng lớn. Morrowind, Oblivion và Skyrim đều đã giành được giải Trò chơi của năm từ nhiều giải thưởng. Dòng trò chơi đã bán được hơn 58 triệu bản trên toàn thế giới.
Trong vũ trụ hư cấu của The Elder Scrolls, tất cá các trò chơi đều xảy ra trên lục địa Tamriel. Bối cảnh ủa sê-ri kết hợp các yếu tố lịch sử ngoài đời thực, chẳng hạn như một Đế quốc hùng mạnh tương tự La Mã, với các yếu tố kỳ ảo như việc sử dụng phép thuật một cách rộng rãi hay sự tồn tại của các sinh vật huyền bí. Lục địa Tamriel được chia thành các tỉnh mà ở đó loài người cũng như một số chủng tộc khác như yêu tinh hay orc sinh sống. Một chủ đề xuất hiện phổ biến trong dòng trò chơi là việc các vị anh hùng đứng lên đánh bại mối đe dọa nào đó, thường là một nhân vật phản diện.
Từ khi trò chơi đầu tiên, Arena, được phát hành vào năm 1994, sê-ri đã có năm trò chơi chính cũng như nhiều spin-off. Năm 2014, một trò chơi nhập vai trực tuyến nhiều người chơi với tên gọi The Elder Scrolls Online đã được công ty con ZeniMax Online Studios của ZeniMax phát hành.

## Lịch sử phát triển
| 1994 | The Elder Scrolls: Arena                      |
| 1995 |                                               |
| 1996 | The Elder Scrolls II: Daggerfall              |
| 1997 | An Elder Scrolls Legend: Battlespire          |
| 1998 | The Elder Scrolls Adventures: Redguard        |
| 1999 |                                               |
| 2000 |                                               |
| 2001 |                                               |
| 2002 | The Elder Scrolls III: Morrowind              |
| 2002 | The Elder Scrolls III: Tribunal               |
| 2003 | The Elder Scrolls III: Bloodmoon              |
| 2003 | The Elder Scrolls Travels: Stormhold          |
| 2004 | The Elder Scrolls Travels: Dawnstar           |
| 2004 | The Elder Scrolls Travels: Shadowkey          |
| 2005 |                                               |
| 2006 | The Elder Scrolls IV: Oblivion                |
| 2006 | The Elder Scrolls IV: Knights of the Nine     |
| 2007 | The Elder Scrolls IV: Shivering Isles         |
| 2008 |                                               |
| 2009 |                                               |
| 2010 |                                               |
| 2011 | The Elder Scrolls V: Skyrim                   |
| 2012 | The Elder Scrolls V: Skyrim – Dawnguard       |
| 2012 | The Elder Scrolls V: Skyrim – Hearthfire      |
| 2012 | The Elder Scrolls V: Skyrim – Dragonborn      |
| 2013 |                                               |
| 2014 | The Elder Scrolls Online                      |
| 2015 |                                               |
| 2016 | The Elder Scrolls V: Skyrim – Special Edition |
| 2016 | The Elder Scrolls V: Skyrim Pinball           |
| 2017 | The Elder Scrolls: Legends                    |
| 2017 | The Elder Scrolls: Skyrim - VR                |
| 2017 | The Elder Scrolls Online - Morrowind          |
| 2018 | The Elder Scrolls Online - Summerset          |
| 2019 | The Elder Scrolls: Blades                     |
| 2019 | The Elder Scrolls Online - Elsweyr            |
| 2020 | The Elder Scrolls Online - Greymoor           |
| 2021 |                                               |
| 2022 |                                               |
| 2023 |                                               |
| 2024 |                                               |
| TBA  | The Elder Scrolls VI                          |

### Tiền đề
Trước khi bắt đầu phát triển dòng trò chơi The Elder Scrolls, Bethesda chủ yếu sản xuất các trò chơi thể thao và hành động. Trong vòng sáu năm từ khi công ty được thành lập cho đến khi Arena được phát hành vào năm 1994, Bethesda đã cho ra mắt 10 trò chơi, 6 trong số đó thuộc thể loại thể thao, chẳng hạn như Hockey League Simulator, NCAA Basketball: Road to the Final Four ('91/'92 Edition) và Wayne Gretzky Hockey, còn 4 trò chơi còn lại thì được chuyển thể từ các tác phẩm khác, mà chủ yếu là loạt phim Terminator. Hướng đi của Bethesda thay đổi đột ngột khi công ty bắt đầu phát triển trò chơi hành động nhập vai đầu tiên của mình. Nhà thiết kế Ted Peterson cho biết: "Tôi còn nhớ đã nói chuyện này với những người bạn ở Sir-Tech khi họ đang phát triển Wizardry VII: Crusaders of the Dark Savant, và họ đã cười vào mặt chúng tôi vì nghĩ rằng mình có thể làm được điều đó." Ted Peterson đã hợp tác với Vijay Lakshman và hai người trở thành các nhà thiết kế đầu tiên của một trò chơi mà lúc đó chỉ được biết đến với tên gọi đơn giản là Arena, một "trò chơi đấu sĩ theo phong cách trung cổ."

### Arena
Sau đó Julian Lefay tham gia cùng với Peterson và Lakshman, người mà theo Peterson là đã "thật sự dẫn đầu quá trình phát triển ban đầu của sê-ri". Peterson, Lakshman và LeFay là những người chơi lâu năm của các trò chơi nhập vai chơi bằng giấy và bút, điều đó đã có ảnh hưởng rất lớn đến sự hình thành của Tamriel. Họ cũng là fan của dòng trò chơi Ultima Underworld do Looking Glass Studios phát triển, và đây là nguồn cảm hứng chính của Arena. Ban đầu, Arena không hề thuộc thể loại nhập vai. Người chơi cùng một nhóm các chiến binh sẽ di chuyển trong một thế giới để chiến đấu với các nhóm khác tại đấu trường của họ đến khi người chơi trở thành "nhà vô địch" ở thủ đô của thế giới đó, Imperial City. Bên cạnh đó, các nhiệm vụ phụ mang hơi hướng nhập vai bắt đầu được hoàn thiện. Tuy nhiên trong quá trình phát triển, các giải đấu bắt đầu trở nên kém quan trọng hơn các nhiệm vụ phụ. Trò chơi được bổ sung các yếu tố nhập vai, và thế giới trong trò chơi được mở rộng ra những thành phố bên ngoài các đấu trường, và những hầm ngục bên ngoài các thành phố. Cuối cùng, ý tưởng về giải đấu bị loại bỏ hoàn toàn để tập trung vào các nhiệm vụ và hầm ngục, khiến Arena trở thành một "trò chơi nhập vai đúng nghĩa". Mặc dù vậy, từ "arena" (đấu trường) đã được in trên tất cả các ẩn phẩm liên quan đến trò chơi, vì vậy nó được quảng bá với tên gọi The Elder Scrolls: Arena. Lakshman là người đã nghĩ ra cái tên "The Elder Scrolls" (các cuộn giấy cổ xưa), và cụm từ đó sau này có nghĩa là "những cuộn giấy tri thức huyền bí viết về quá khứ, hiện tại và tương lai của Tamriel". Lời dẫn chuyện mở đầu trò chơi sau đó đã được đổi thành "Các cuộn giấy cổ xưa đã tiên đoán rằng..."
Bethesda đã không hoàn thiện Arena kịp thời hạn Giáng sinh năm 1993. Trò chơi được phát hành trong quý I năm 1994, "một sai lầm rất nghiêm trọng đối với một nhà phát triển và phát hành nhỏ như Bethesda Softworks". Vỏ hộp của trò chơi được in hình ảnh một nữ chiến binh mặc trang phục hở hang, càng gây thêm lo ngại cho các nhà phân phối, dẫn đến việc ban đầu chỉ có 20.000 bản được phát hành. Vì bỏ lỡ mùa mua sắm Giáng sinh, đội ngũ phát triển lo ngại rằng họ đã "hủy hoại công ty". Tuy vậy, doanh số của Arena tăng lên hàng tháng khi tin tức về trò chơi được truyền miệng. Mặc dù có một số lỗi và đòi hỏi cấu hình cao, trò chơi đã trở thành một cú hit. Nhà sử học về trò chơi điện tử Matt Barton kết luận rằng Arena "đã đặt ra một tiêu chuẩn mới cho kiểu trò chơi nhập vai này, và cho thấy nó vẫn còn nhiều tiềm năng phát triển như thế nào."

### Daggerfall

Ảnh chụp màn hình Daggerfall, cho thấy giao diện người dùng và chất lượng đồ họa của trò chơi.

Quá trình phát triển Daggerfall bắt đầu sau khi Arena được phát hành vào tháng 3 năm 1994. Ted Peterson được bổ nhiệm vị trí chỉ đạo thiết kế. Cốt truyện của Daggerfall không rập khuôn như Arena và bao gồm "một loạt những cuộc phiêu lưu dẫn đến nhiều kết quả khác nhau." Ở Daggerfall, hệ thống điểm kinh nghiệm của Arena bị loại bỏ, thay vào đó người chơi cần thực sự nhập vai vào nhân vật. Daggerfall được trang bị một engine tạo nhân vật tốt hơn, trong đó người chơi có thể tự sáng tạo lớp nhân vật của chính mình và chọn những kỹ năng mà mình muốn. Daggerfall được thiết kế bằng XnGine, một trong những engine 3D đúng nghĩa đầu tiên. Thế giới trong Daggerfall rộng bằng Vương quốc Anh, chứa 15.000 thành phố và có số dân là 750.000. Trò chơi chịu ảnh hưởng của các trò chơi và cuốn sách mà Julian LeFay và Ted Peterson đang chơi và đọc lúc bấy giờ như The Man in the Iron Mask của Dumas và Vampire: The Masquerade. Trò chơi được phát hành vào ngày 31 tháng 8 năm 1996. Tương tự như Arena, ban đầuDaggerfall cũng có một số lỗi, khiến người chơi khó chịu. Vấn đề này được khắc phục trong các phiên bản sau. Điều này đã dẫn đến việc Bethesda trở nên thận trọng hơn khi sắp xếp lịch phát hành các trò chơi sau này.

### BattlespirevàRedguard
Sau khi Daggerfall được phát hành, Bethesda bắt đầu tiến hành ba dự án khác nhau cùng lúc: An Elder Scrolls Legend: Battlespire, The Elder Scrolls Adventures: Redguard và Morrowind. Battlespire, ban đầu có tên là Dungeon of Daggerfall: Battlespire, là dự án đầu tiên được phát hành và ra mắt vào ngày 30 tháng 11 năm 1997. Battlespire được dự định là bản mở rộng của Daggerfall nhưng đã trở thành một trò chơi tách biệt. Trò chơi tập trung vào các hầm ngục và bao gồm chế độ nhiều người chơi—lần duy nhất điều này xảy ra trong lịch sử dòng trò chơi cho đến khi The Elder Scrolls Online được phát hành vào năm 2014. Redguard là dự án thứ hai được phát hành và ra mắt vào ngày 31 tháng 10 năm 1998. Nó là một trò chơi hành động nhập vai thuần túy lấy cảm hứng từ Tomb Raider, Hoàng tử Ba Tư và dòng trò chơi Ultima. Trong Redguard người chơi không được tạo nhân vật của riêng mình. Thay vào đó, họ vào vai nhân vật Cyrus. Cả hai trò chơi đều không nhận được phản ứng tích cực từ phía người chơi. Họ đã quen với không gian mở rộng lớn của Daggerfall và không hào hứng với các thế giới bị thu hẹp trong Redguard và Battlespire. Rõ ràng người chơi muốn một trò chơi nhập vai có thế giới rộng lớn, vì vậy Bethesda đã tăng cường nỗ lực phát triển chương tiếp theo của dòng trò chơi.

### Morrowind

A third-person screenshot from the game, demonstrating Morrowinds then-advanced graphics: Pixel-shaded water, "long" render distances, and detailed textures and models.

### Skyrim

Ảnh chụp màn hình Skyrim.

Tháng 8 năm 2010, Todd Howard tiết lộ rằng Bethesda đã và đang phát triển một trò chơi kể từ khi Oblivion được phát hành, và. Mặc dù trò chơi này được lên ý tưởng sau khi Oblivion ra mắt, quá trình phát triển chỉ bắt đầu sau khi Fallout 3 được phát hành. Tháng 11 năm 2010, Kristian West, tổng biên tập lúc bấy giờ của Eurogamer chi nhánh Đan Mạch, nói rằng cô đã tình cờ nghe thấy một nhà phát triển nói về dự án này trên một chuyến bay; đó là phần tiếp theo của The Elder Scrolls, nhưng Bethesda không đưa ra bình luận gì về việc này. Tại lễ trao giải Spike Video Game Awards vào tháng 12, Todd Howard xuất hiện trên sân khấu để công bố tên của trò chơi. The Elder Scrolls V: Skyrim được phát hành vào ngày 11 tháng 11 năm 2011 và nhận được phản hồi hoàn toàn tích cực từ giới phê bình. Trò chơi được công nhận là Trò chơi của năm bởi IGN, Spike và các tờ báo khác. Diễn ra sau các sự kiện của Oblivion, Skyrim xoay quanh việc con rồng Alduin quay trở lại Skyrim và đe dọa sự sống trên toàn bộ lục địa Tamriel. Bối cảnh của trò chơi được lấy cảm hứng rất nhiều từ Scandinavia, thể hiện qua khí hậu và những sinh vật mà người chơi gặp phải. Ba bản mở rộng cho trò chơi đã được phát hành – Dawnguard, Hearthfire và Dragonborn. Ngàu 28 tháng 10 năm 2018, Skyrim – Phiên bản Đặc biệt được phát hành. Ngày 17 tháng 11 năm 2017, Skyrim – Thực tế ảo được phát hành trên PlayStation 4.

### OnlinevàLegends
The Elder Scrolls Online được công bố vào ngày 3 tháng 4 năm 2012 và được phát hành vào ngày 4 tháng 4 năm 2014 trên Windows và macOS. Phiên bản dành cho Xbox One và PlayStation 4 được lên kế hoạch phát hành ngay sau đó vào tháng 6 năm 2014 nhưng đã bị hoãn lại đến ngày 9 tháng 6 năm 2015. Ban đầu trò chơi yêu cầu trả phí hàng tháng nhưng điều này đã bị gỡ bỏ vào ngày 17 tháng 3 năm 2015. Tuy nhiên dịch vụ trả phí hàng tháng "ESO Plus" vẫn còn tồn tại, và cho phép tải về tất cả các DLC hiện tại và tương lai của trò chơi. Nếu không sử dụng dịch vụ này, người chơi có thể mua từng DLC trên cửa hàng Crown Store. Ngoài ra, dịch vụ này cũng cung cấp một số đặc quyền có thể giúp người chơi trả phí hàng tháng phát triển nhân vật nhanh hơn một chút so với người chơi không sử dụng dịch vụ.
Ngày 14 tháng 6 năm 2015, tại sự kiện E3 2015, Bethesda công bố The Elder Scrolls: Legends, một trò chơi thẻ bài. Trò chơi được phát hành vào ngày 9 tháng 3 năm 2017.

### Blades
Tại sự kiện E3 2018 của Bethesda, Todd Howard đã công bố The Elder Scrolls: Blades.

### The Elder Scrolls VI
Tại sự kiện E3 2018, Todd Howard cũng đã công bố The Elder Scrolls VI, dự kiến được phát hành sau Starfield.